# Saint-Martin-Labouval
Saint-Martin-Labouval is een gemeente in het Franse departement Lot (regio Occitanie) en telt 179 inwoners (1999). De plaats maakt deel uit van het arrondissement Cahors.

## Geografie
De oppervlakte van Saint-Martin-Labouval bedraagt 13,1 km², de bevolkingsdichtheid is 13,7 inwoners per km².
De onderstaande kaart toont de ligging van Saint-Martin-Labouval met de belangrijkste infrastructuur en aangrenzende gemeenten.

## Demografie
Onderstaande figuur toont het verloop van het inwonertal (bron: INSEE-tellingen).